# Stefano Speroni
Stefano Speroni (Padova, 1502 – Mantova, 6 novembre 1562) è stato un pittore italiano.

## Biografia
Originario di Padova, si trasferì a Mantova a lavorare con Giulio Romano, dal quale apprese gli studi di disegno e pittura. Lavorò col maestro ad affrescare  Palazzo Te. 
Morì a Mantova nel 1562.